# Lorenzo de Ávila
Lorenzo de Ávila est un peintre espagnol de la Renaissance, né ca. 1473 et mort à Toro en 1570.
Il a aussi été appelé le Maestro de Pozuelo, du nom d'une commune où il avait réalisé un retable dont on ignorait le nom du peintre.

## Biographie

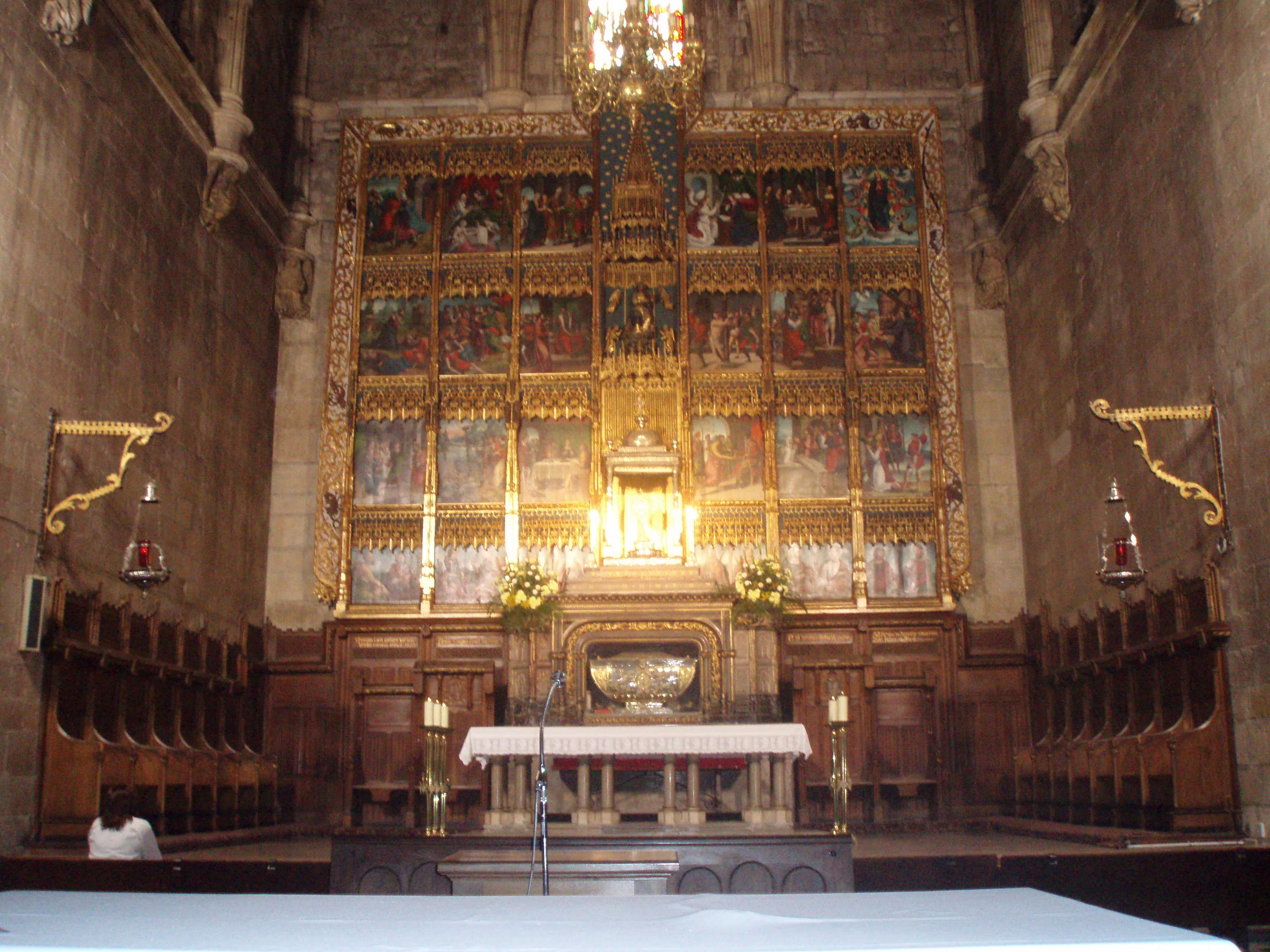
Retable du maître-autel de l'église de Pozuelo de la Orden, transféré dans la collégiale de San Isidro de León

Bien qu'originaire d'Ávila, sa première mention date de 1507 à Tolède où il doit réaliser pour la cathédrale trois dessins sur des thèmes non précisés qui devaient servir de modèles pour des broderies qui devaient couvrir la croix processionnelle du Corpus Christi.
Lorenzo de Ávila a pu venir à Tolède pour se former auprès de Juan de Borgoña dont sa peinture reflète le style, et prolonge son influence jusque dans la seconde moitié du XVIe siècle.
En 1521, on le retrouve à León où il est resté jusqu'en 1524, peignant dans le cloître de la cathédrale la Dispute de Jésus avec les docteurs, aujourd'hui disparue.
Il est signalé plus tard à Pozuelo de la Orden, dans la province de Valladolid où il reçoit un premier paiement en 1528 pour un retable peint avec Andrés de Melgar, transféré au début du XXe siècle dans la collégiale de San Isodoro de León.
Il s'établit à Toro en 1529, où il a créé un atelier de peinture dans lequel travaillent d'autres peintres de la région, en particulier le fils de son maître, Juan de Borgoña le jeune, Blas de Oña, Alonso de Aguilar et Luis del Castillo.
Il a exécuté les peintures du retable de Notre-Dame de l'Ascension de la collégiale de Santa María de Toro en 1530 ainsi que les peintures du monastère bénédictin de Sancti Spiritus el Real.
Il a peint le retable avec une crucifixion pour l'église de Santa María de la Horta, à Zamora. Il a été sculpté par Alonso de Tejerina, à la demande du chanoine Gregorio Macías.
Il a réalisé le retable du maître-autel de l'église de Venialbo, entre 1550 et 1553.
Il est mort en 1570 à Toro. Il a été enterré dans le couvent de San Francisco dont il avait exécuté le retable du maître-autel (retablo mayor).
Son fils, Hernando de Ávila, a été peintre de Philippe II.

## Sources
- (es) Cet article est partiellement ou en totalité issu de l’article de Wikipédia en espagnol intitulé « Lorenzo de Ávila » (voir la liste des auteurs) (adaptation).